# Serrat del Gramenet
El Serrat del Gramenet és una serra situada al municipi de Vilanova de Meià a la comarca de la Noguera, amb una elevació màxima de 763 metres. El tram més meridional del serrat, més pròxim a la balma de la Vansa, rep, també, el nom de Serrat de la Vansa.